# Sphaerolaimus polaris
Sphaerolaimus polaris is een rondwormensoort uit de familie van de Sphaerolaimidae. De wetenschappelijke naam van de soort is voor het eerst geldig gepubliceerd in 1946 door Filipjev.